# 元勋 (西班牙)
西班牙元勋（西班牙語：Grandeza de España，单名元勋被称为）是西班牙贵族阶级中最高的一个位阶。在西班牙王权中仅次于阿斯图里亚斯亲王和各个西班牙王子（Infante de España）。这一头衔由国王授予，一般来说被看做是一整个贵族阶级，但也可以作为个人头衔。这一头衔起源于西哥特王国时期，不过目前的西班牙元勋制度形成于16世纪卡洛斯一世治下。

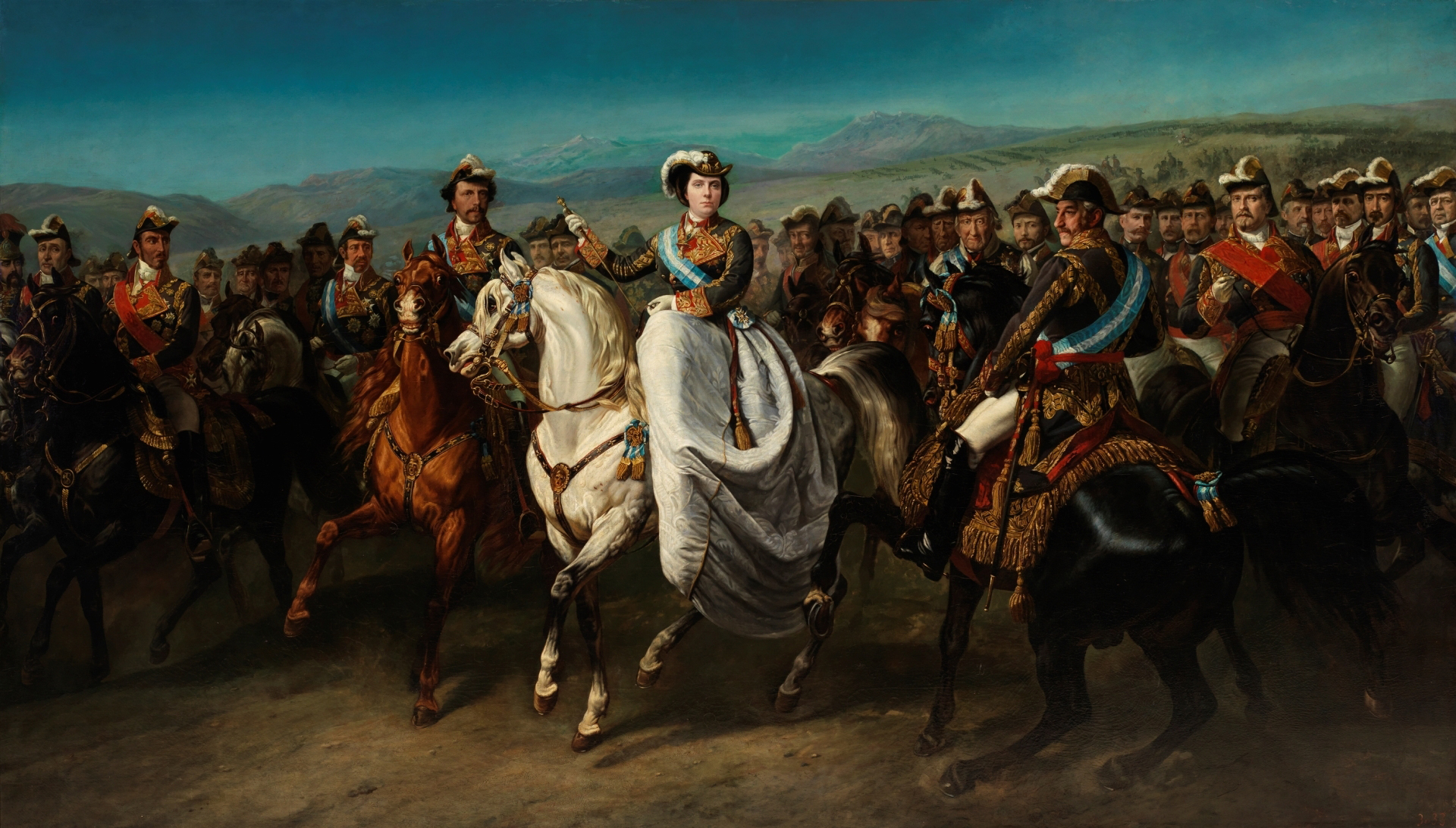
伊莎貝拉二世女王、她的丈夫西班牙配國王法蘭西斯科（左）和法蘭西斯科·德·保拉王子（右）與當時最重要的西班牙政治家和軍官的馬術肖像，其中許多人是西班牙元勛，作者：查爾斯·波里昂, 1862

卡洛斯一世重新设立的元勋制度的目的是将旧贵族中的高位者（被称为Ricohombre）联合起来。約瑟夫·波拿巴曾一度废除元勋制，但西班牙宫廷于1834年再度将其设立，随后成为一个无特权的虚职。
元勋是可以世袭的，尽管它也可以终生制地授予一人。西班牙王子的子孙地位如同元勋并不继承王子的称号和王室待遇。元勋与其类似的欧洲贵族阶层，如法国的贵族和英国贵族相比，有着更多的特权。
在称呼时，元勋对应的敬称是阁下（Excelentísimos señores），他的直系继承者、妻妾、寡妇也是如此。元勋长子以外的子孙则使用ilustrísimos señores为敬称（于中文中，也称阁下，但ilustrísimo低于Excelentísimo）。他们在被授予元勋的时候会得到谒见国王的机会，国王将一顶冠冕放在受勋者头上，并说：“Cubríos.”之后，受勋者可以带着冠冕与国王说话。这是元勋的标志性特权，被称为“王前覆头” 。国王向元勋致意时会用“我的堂亲”(西班牙語：mi primo)来称呼他们，普通贵族则被称为“我的亲戚”西班牙語：。